# Erdao (köpinghuvudort i Kina, Jilin Sheng, lat 42,70, long 129,09)
Erdao är en köpinghuvudort i Kina. Den ligger i provinsen Jilin, i den nordöstra delen av landet, omkring 340 kilometer sydost om provinshuvudstaden Changchun. Antalet invånare är 9 706. Befolkningen består av 4 710 kvinnor och 4 996 män. Barn under 15 år utgör 6,0 %, vuxna 15-64 år 81 %, och äldre över 65 år 12,0 %.
Runt Erdao är det ganska glesbefolkat, med 34 invånare per kvadratkilometer. Närmaste större samhälle är Helong, 19,2 km söder om Erdao. Trakten runt Erdao består till största delen av jordbruksmark.
Genomsnittlig årsnederbörd är 952 millimeter. Den regnigaste månaden är juli, med i genomsnitt 235 mm nederbörd, och den torraste är januari, med 7 mm nederbörd.